# Synagoga Chóralna w Bukareszcie
Synagoga Chóralna w Bukareszcie (rum. Templul Coral) – synagoga znajdująca się w Bukareszcie, stolicy Rumunii, przy ulicy Sf. Vineri 9-11. Jest obecnie główną synagogą bukareszteńskiej gminy żydowskiej.
Synagoga została zbudowana w 1866 roku według projektu Enderle'a i Freiwalda. Jest jedną z najidealniejszych replik synagogi Tempelgasse w Wiedniu projektu Ludwiga Förstera. W 1932 roku przeszła gruntowny remont. 
Podczas II wojny światowej została zdewastowana w czasie buntu nacjonalistycznej Żelaznej Gwardii i towarzyszącego mu pogromu bukareszteńskich Żydów. Po zakończeniu wojny została gruntownie wyremontowana i z powrotem zaczęła pełnić funkcje kultowe. Jest najczęściej odwiedzaną synagogą w mieście. W głównej sali modlitewnej odbywają się nabożeństwa tylko w największe święta. Do nabożeństw codziennych i szabatów służy mała bożnica, znajdująca się w jednym z mniejszych pomieszczeń budynku.

## Galeria

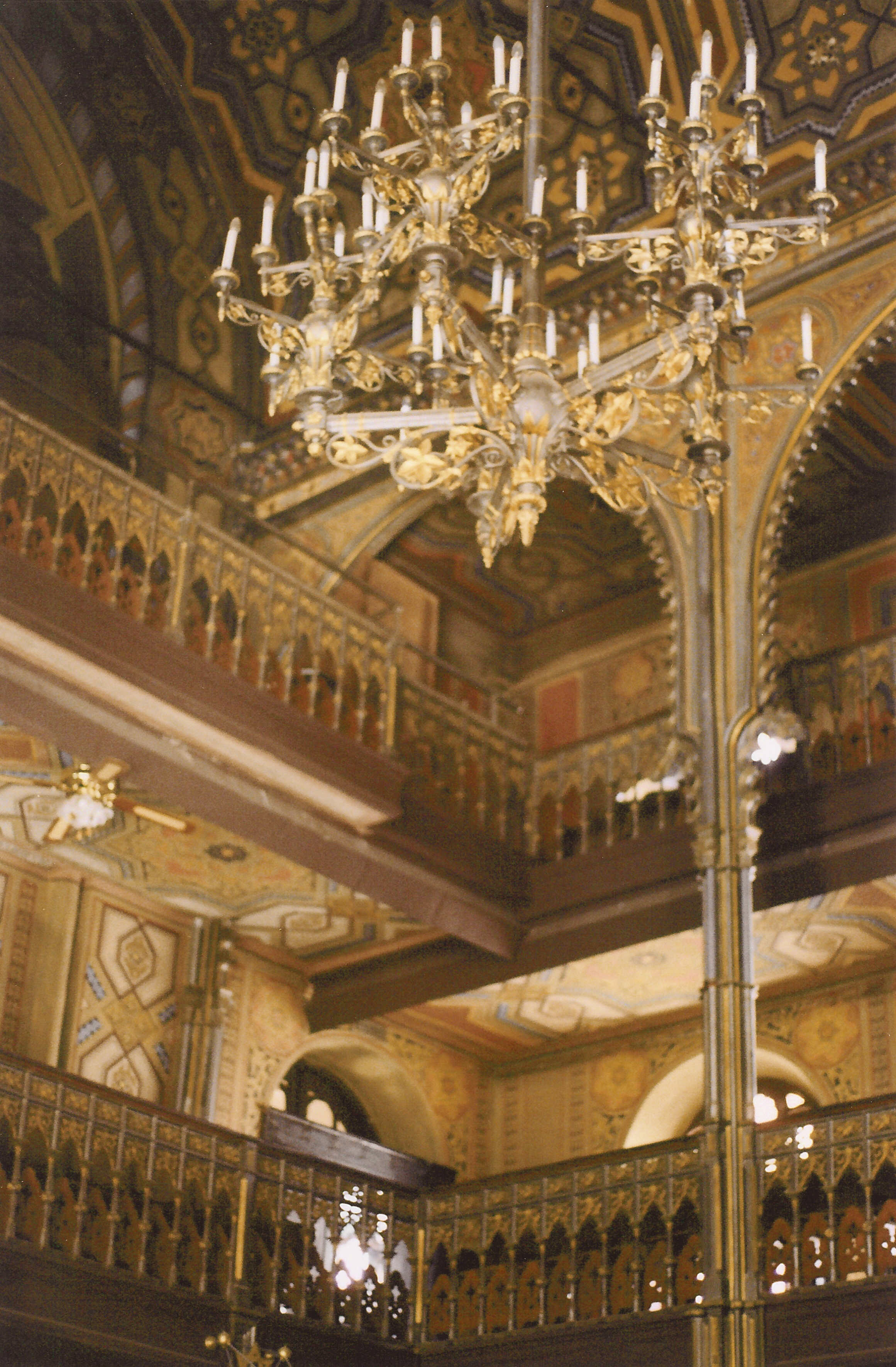
Główna sala modlitewna
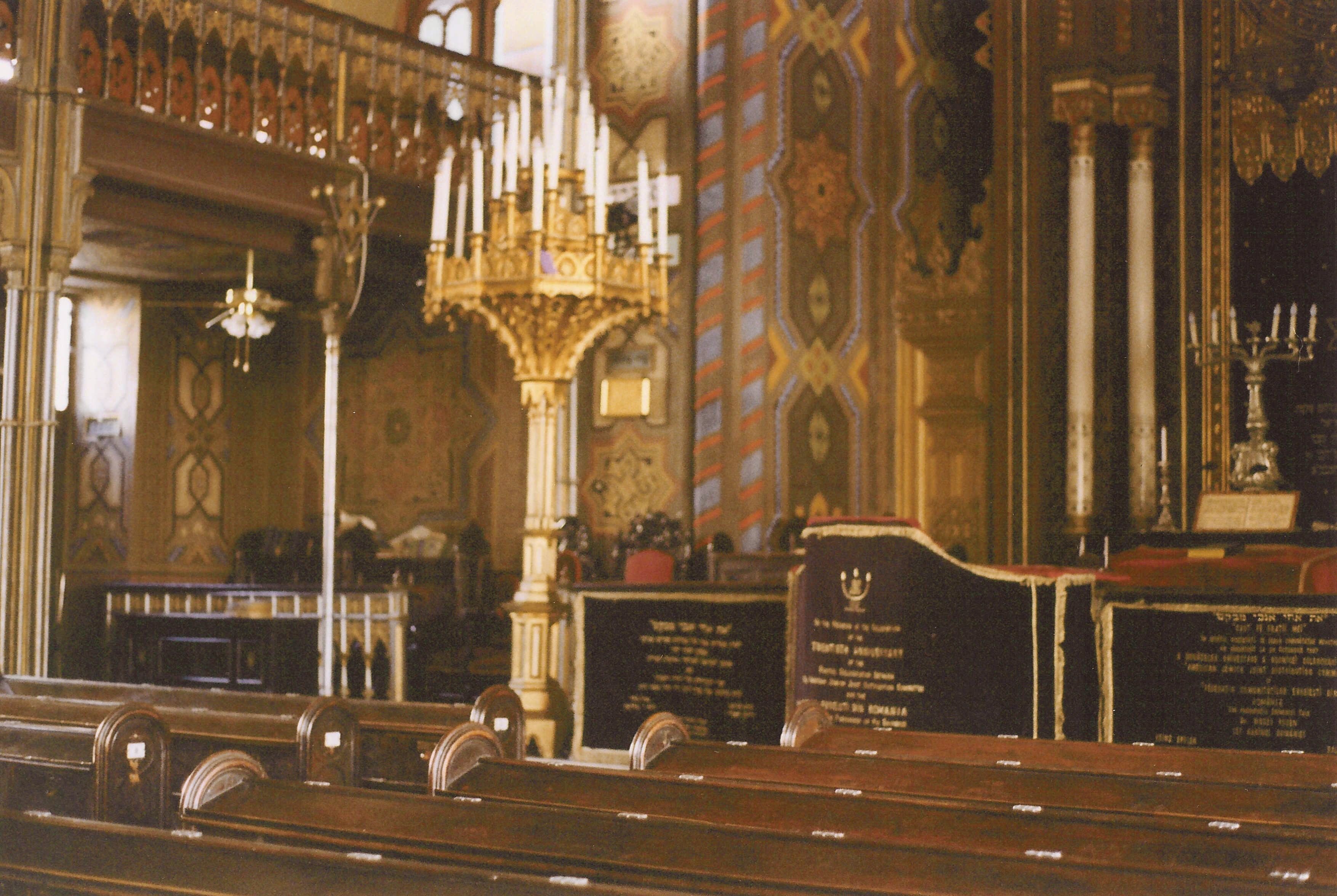
Główna sala modlitewna
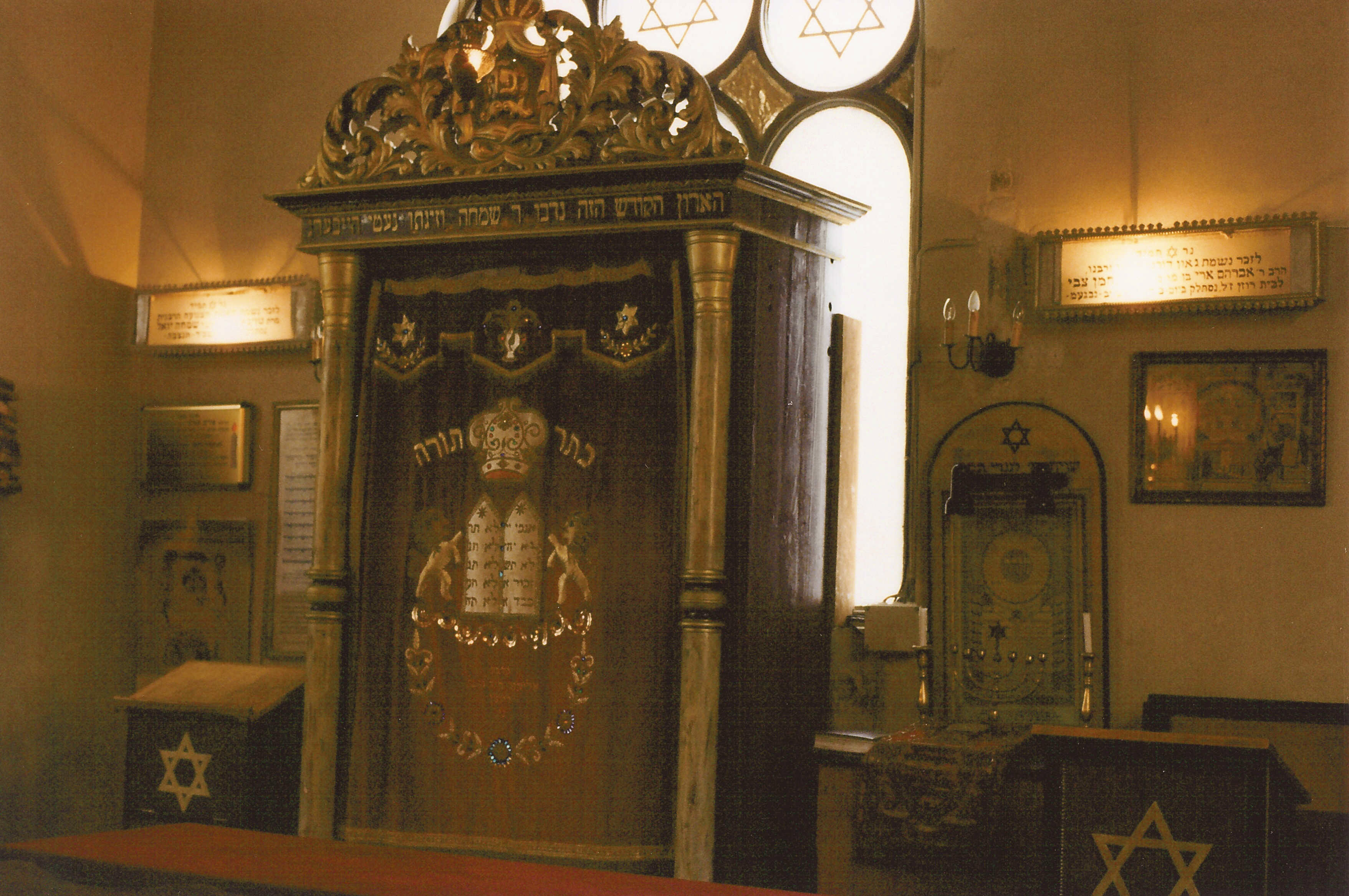
Mała synagoga, Aron ha-kodesz